# Werner Lampe
Werner Lampe (Hannover, 30 novembre 1954) è un ex nuotatore tedesco.

## Carriera
Specializzato nello stile libero, ha vinto una medaglia d'argento e una di bronzo alle Olimpiadi di Monaco 1972.

## Palmarès
- Olimpiadi

Monaco di Baviera 1972: argento nella staffetta 4x200m stile libero e bronzo nei 200m stile libero.
- Mondiali

1973 - Belgrado: bronzo nella staffetta 4x200m stile libero.
1975 - Cali: oro nella staffetta 4x200m stile libero.
- Europei

1970 - Barcellona: oro nella staffetta 4x200m stile libero e argento nei 1500m stile libero.